# Porsche Mission R
El Porsche Mission R es un concepto de automóvil de carreras desarrollado por el fabricante alemán Porsche equipado con un tren motriz de batería eléctrica, que se mostró por primera vez en el IAA Mobility de Múnich del 7 al 12 de septiembre de 2021. Así como el Mission E presentó una vista previa del sedán deportivo Taycan, el Mission R es una vista previa de un potencial coche de carreras de gran turismo eléctrico para deportes de motor.

## Desarrollo y diseño

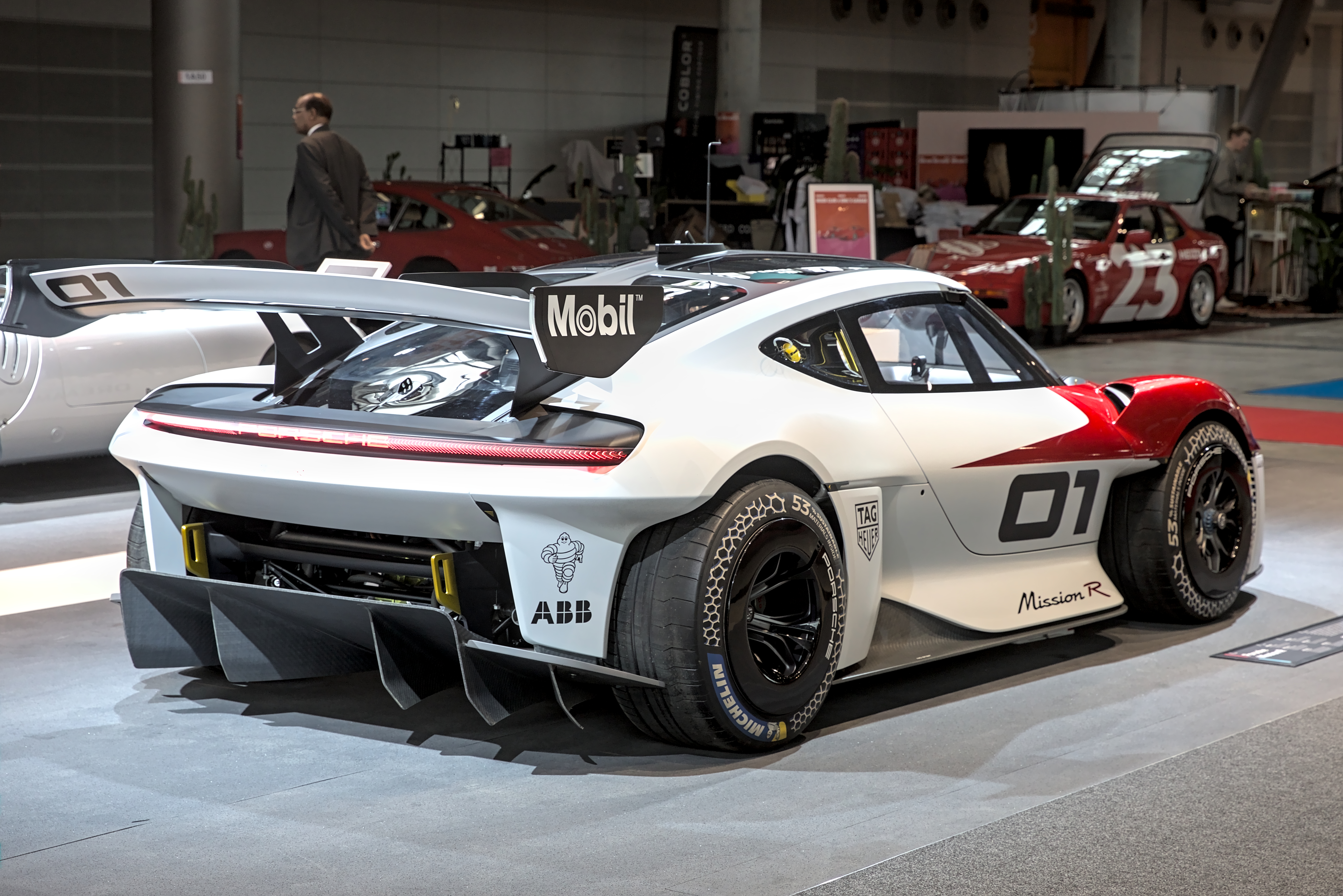
Vista lateral-trasera

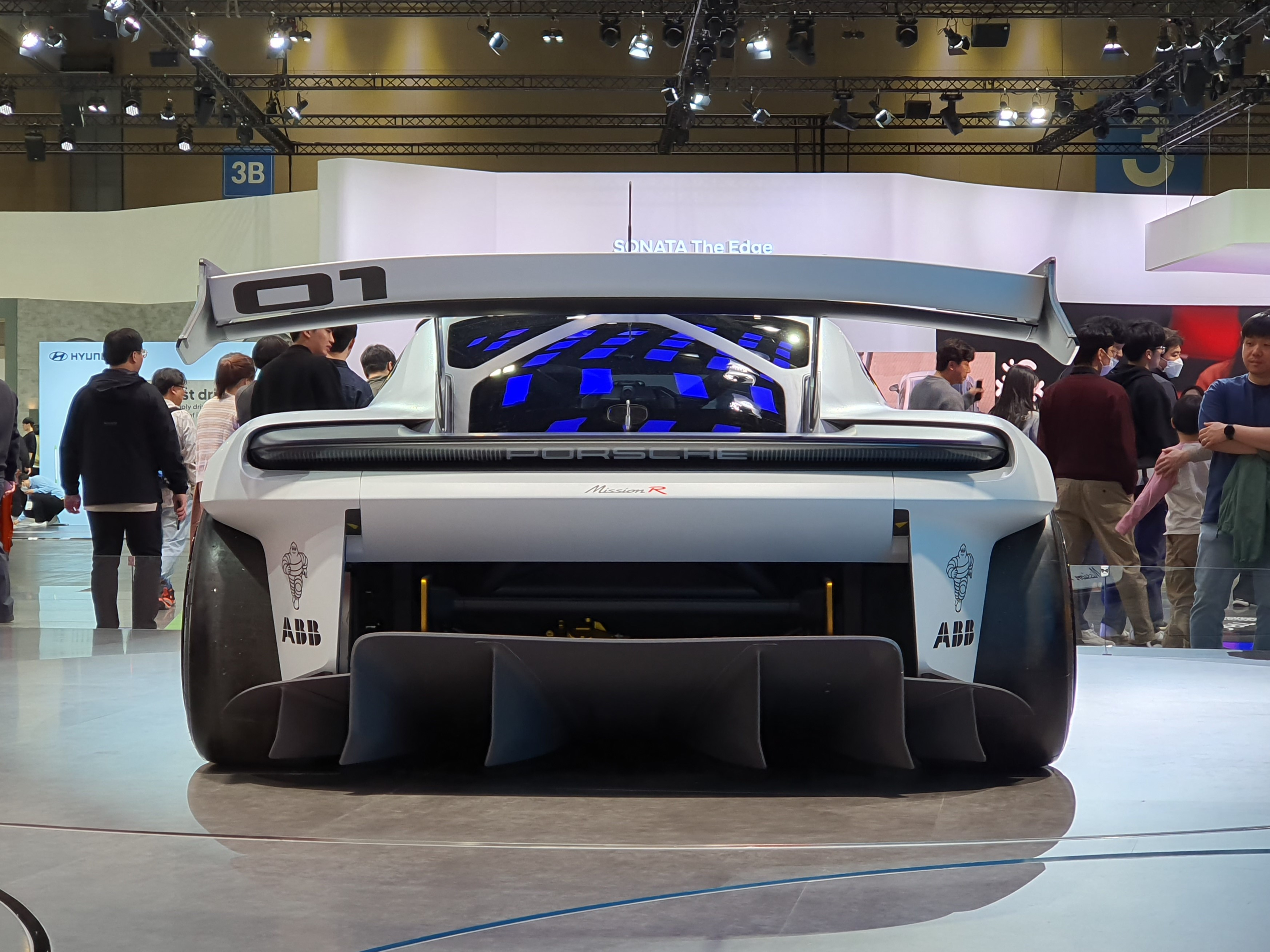
Vista trasera

Según Porsche, el diseño del Mission R está inspirado en el de un futuro coche para competiciones monomarca y modelo de serie. El chasis es de tipo monocasco, mientras que numerosos componentes de la carrocería han sido confeccionados con plásticos reforzados con fibras naturales, principalmente de lino textil procedentes de la agricultura, como en el labio del separador ("splitter") frontal, los faldones laterales y el difusor trasero.
Cuenta con aerodinámica activa y una evolución del "Porsche Active Aerodynamics" (PAA) con alerón trasero móvil (DRS) en la sección frontal. En la parte delantera tiene dos tomas de aire laterales con tres lamas cada una, mientras que en la parte trasera el alerón es regulable dividido en dos secciones. Sus rines de magnesio con "turbofans" de 18 pulgadas (45,7 cm) de diámetro, montan neumáticos slicks de competición Michelin de medidas 30/68 en el eje delantero y 31/71 en el trasero, que van unidos al cubo de la rueda por una sola tuerca de seguridad central, los cuales han sido diseñados exclusivamente para soportar las prestaciones del coche.
La estructura de seguridad, hecha de material compuesto de fibra de carbono, combina un alto nivel de protección para el conductor con un peso reducido y un espectacular diseño. Los ingenieros y diseñadores de Porsche han denominado “exoesqueleto” a la estructura del techo de carbono recientemente desarrollada, que integra la jaula antivuelco de barras y la sección externa del propio techo, lo cual es una novedad en un coche de competición. Siendo hasta ahora un prototipo no está sujeto a reglamentaciones deportivas de ningún campeonato, ya que siempre se han visto que los coches de tipo GT recurren a jaulas de acero. Sin embargo, el fabricante ha recurrido al plástico reforzado con fibra de carbono para el arco de seguridad. El plástico reforzado también está muy presente en los paneles de las puertas, los asientos y en la parte trasera.
El habitáculo está diseñado como un elemento autónomo totalmente centrado en el piloto, dentro del cual hay seis segmentos de policarbonato transparente, que ofrecen gran luminosidad interior. Además, con esto se ha logrado ahorrar la carrocería del techo, que ayuda también a recortar así el peso total. El asiento del piloto tipo "Bodyform" ha sido creado con una impresora 3D, al igual que los cojines que conforman su sistema de acolchado. También cuenta con detalles que los modelos de calle todavía no ofrecen, tales como la ventilación activa. Toda la instrumentación se muestra a través de pantallas perfectamente ubicada entre los controles del volante muestra datos relevantes durante la carrera. No tiene retrovisores, ya que es precisamente a través de estas pantallas que se pueden ver las imágenes de las cámaras de visión exterior, combinadas en una pantalla curva situada detrás del volante, así como con la de los sensores de radar para avisar al piloto de posibles colisiones. Hay otra pantalla en el volante de tipo diodo orgánico de emisión de luz (OLED) de 6 pulgadas (15,2 cm) con datos importantes, tales como velocidad o tiempo por vuelta; y otra a la derecha del piloto que muestra sus datos biométricos, tales como su temperatura que es detectada por unos sensores en el asiento.

“Además de nuestra participación en el Campeonato Mundial de Fórmula E, ahora damos el siguiente gran paso en la movilidad eléctrica. El auto concepto que presentamos es nuestra visión de futuro de un auto de carreras para clientes totalmente eléctrico. El Mission R representa todo aquello que convierte a Porsche en una marca fuerte: prestaciones, diseño y sostenibilidad…”
señala: Oliver Blume, Presidente del Consejo Directivo de Porsche AG.

## Especificaciones

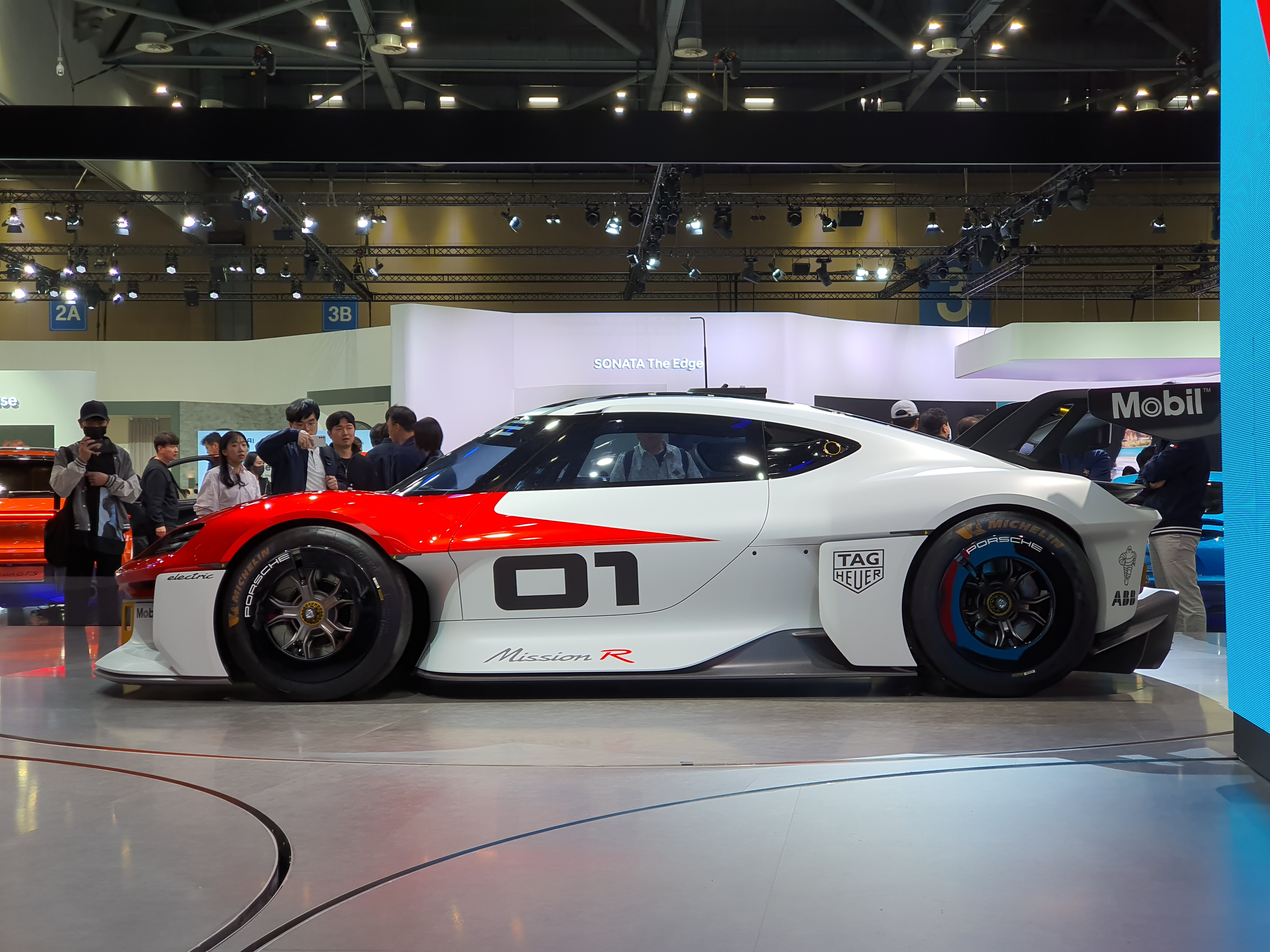
Vista lateral

Está equipado con dos motores diseñados internamente por Porsche que destacan por contar con refrigeración directa por aceite, con uno en cada eje. El delantero entrega 320 kW (435 CV; 429 HP) y el trasero 480 kW (653 CV; 644 HP), que de manera combinada suman 800 kW (1088 CV; 1073 HP) en el llamado “modo de calificación”. Además cuenta con una potencia constante de 500 kW (680 CV; 671 HP) en el “modo carrera”. Declara una aceleración de 0 a 100 km/h (0 a 62 mph) en 2.5 segundos y una velocidad máxima superior a los 300 km/h (186 mph). Se advierte de que es capaz de igualar los mismos tiempos por vuelta en circuito que el 911 GT3 Cup Pesa unos 1500 kg (3307 libras) que se nota mucho en las curvas. La capacidad bruta total de la batería es de 80 kWh (288 MJ) debido a las condiciones térmicas, lo que le permite competir en carreras "sprint" de entre 25 y 40 minutos. Dicha batería de 900 voltios también cuenta con refrigeración por aceite. De acuerdo con declaraciones de Thomas Laudenbach, director de compuestos eléctricos para la división deportiva de Porsche, la batería tiene un rango promedio de 30 minutos de uso. Sin embargo, uno de los objetivos de la marca es crear un tren motriz que sea más durable para llevarlo a competencias profesionales. Gracias a la tecnología del sistema de carga "Porsche Turbo Charging", se puede cargar del 5 al 80% en apenas 15 minutos, cuya potencia máxima de carga es de 340 kW (462 CV; 456 HP). El aceite también se usa para refrigerar directamente el estator de los motores eléctricos síncronos de excitación permanente, es decir, se hace pasar el líquido a lo largo de los devanados de cobre. Esta solución permite que se disipe más eficientemente el calor que la refrigeración indirecta con agua.
La suspensión del eje delantero está formada por brazos dobles superpuestos, mientras que el trasero recurre a un esquema de tipo MacPherson. El equipo de frenos recurre a discos de 380 mm (15,0 pulgadas) en el eje delantero con pinzas de seis pistones, mientras que en el trasero son de 355 mm (14,0 pulgadas) con pinzas de cuatro pistones, los cuales son relativamente pequeños para la potencia total y peso del vehículo, debido a que la retención eléctrica es muy grande. También cuenta con un innovador sistema de recuperación de energía en las frenadas de alta capacidad, que hace posible que las carreras sprint se puedan llevar a cabo sin pérdidas de potencia.
No solamente no emite gases durante su funcionamiento ni en cada carrera, sino que todo su diseño se ha elaborado para minimizar su huella ecológica, por lo que cumple con el desarrollo sostenible, ya que no emite ni un gramo de CO2.

## Recepción e influencia
En 2021, Porsche anunció que el Mission R se presentaría en un videojuego de carreras virtual. La celda del conductor es un módulo autónomo que podría usarse para un simulador de cabina de "esports" fuera del vehículo. Top Gear de la BBC lo nombró como su prototipo del año en enero de 2022. En marzo de 2022, el director ejecutivo Oliver Blume anunció que el próximo 718 Cayman sería un deportivo totalmente eléctrico, lo que lo convierte en el tercer Porsche de producción con transmisión eléctrica después del Taycan y el Macan EV.